# Гуд'їр (Аризона)
Гуд'їр (англ. Goodyear) — місто (англ. city) в США, в окрузі Марікопа штату Аризона. Населення — 95 294 особи (2020).

## Історія
Історія Гуд'їра розпочалася у 1917 році, коли 16000 акрів земель в цій місцевості були придбані фірмою «Goodyear Tire and Rubber Company» для вирощування бавовни. Бавовна використовувалася для виготовлення гумових шин для літаків. Під час Першій світовій війні бавовна була в дефіциті, оскільки іноземні джерела були в постраждалих від війни країнах. Коли «Goodyear Tire and Rubber Company» виявила, що клімат і ґрунт Аризони підходить, компанія направила купила ці землі.
Невелика спільнота, що утворюється в результаті створення бавовняних ферм Goodyear спершу стала відома як «Єгипет» через єгипетську бавову, що тоді там вирощувалася, але потім була перейменована на «Ґуд'єр». Спільнота процвітала тих пір, поки бавовняна промисловість була сильною. Але після війни ціни на бавовну впали, а економіка Ґуд'єра постраждала.
Містечко Гуд'їр було зареєстроване в листопаді 1946 року. У той час в місті було 151 будинків, 250 квартир, продуктовий магазин, аптека, перукарня, салон краси та станції технічного обслуговування. Містечко стало містом в 1985 році.
Друга світова війна принесла пожвавлення на початку 1940-х років, коли «Litchfield Naval Air Facility» і корпорація «Goodyear Aircraft Corporation» знаходилися тут. На них працювало 7500 чоловік. Корпорація Goodyear випускала тоді дирижаблі.
«Litchfield Naval Air Facility» була навчальною базою для групи «Блакитні Ангели» до 1968 року. Після війни, тут була база для зберігання тисяч літаків.
В 1968 році, Військово-Морський Флот продав аеродром місту Фінікс, після чого його назвали аеропорт «Фінікс-Лічфілд». У 1986 році він був перейменований на аеропорт «Фінікс-Ґуд'єр».
В 1949 році, у Гуд'їрі розпочалася довга історія аерокосмічної і оборонної програми, коли «Goodyear Aerospace Corporation» замінила «Goodyear Aircraft facility». Цей завод був проданий Defense Systems Loral і в кінцевому підсумку перетворився по злиттю і поглинанню в поточну корпорацію «Lockheed Martin».

## Географія
Гуд'їр розташований за координатами 33°15′15″ пн. ш. 112°21′59″ зх. д. / 33.25417° пн. ш. 112.36639° зх. д. (33.254031, -112.366472).  За даними Бюро перепису населення США в 2010 році місто мало площу 496,03 км², з яких 495,92 км² — суходіл та 0,11 км² — водойми.

### Клімат
| Клімат : Гуд'їр              | Клімат : Гуд'їр | Клімат : Гуд'їр | Клімат : Гуд'їр | Клімат : Гуд'їр | Клімат : Гуд'їр | Клімат : Гуд'їр | Клімат : Гуд'їр | Клімат : Гуд'їр | Клімат : Гуд'їр | Клімат : Гуд'їр | Клімат : Гуд'їр | Клімат : Гуд'їр | Клімат : Гуд'їр |
| Показник                     | Січ.            | Лют.            | Бер.            | Квіт.           | Трав.           | Черв.           | Лип.            | Серп.           | Вер.            | Жовт.           | Лист.           | Груд.           | Рік             |
| Абсолютний максимум, °C      | 31,7            | 33,9            | 37,8            | 40,6            | 46,1            | 51,7            | 51,7            | 48,9            | 46,7            | 42,8            | 36,7            | 31,7            | 51,7            |
| Середній максимум, °C        | 18,3            | 21,1            | 24,4            | 29,4            | 34,4            | 39,4            | 40,6            | 39,4            | 36,7            | 30,6            | 23,3            | 17,8            | 29,7            |
| Середній мінімум, °C         | 5,6             | 7,2             | 10,0            | 13,3            | 17,8            | 22,2            | 26,1            | 26,1            | 22,2            | 15,0            | 8,9             | 5,0             | 15,0            |
| Абсолютний мінімум, °C       | −8,9            | −5,6            | −5,6            | −2,8            | 2,2             | 9,4             | 13,9            | 10,0            | 6,7             | −0,6            | −5,6            | −6,7            | −8,9            |
| Норма опадів, мм             | 25              | 33              | 25              | 9               | 3               | 1               | 21              | 31              | 24              | 12              | 17              | 25              | 227             |
| ---------------------------- | --------------- | --------------- | --------------- | --------------- | --------------- | --------------- | --------------- | --------------- | --------------- | --------------- | --------------- | --------------- | --------------- |
| Джерело: The Weather Channel |                 |                 |                 |                 |                 |                 |                 |                 |                 |                 |                 |                 |                 |

## Демографія
Згідно з переписом 2010 року, у місті мешкало 65 275 осіб у 21 491 домогосподарстві у складі 16 931 родини. Густота населення становила 132 особи/км².  Було 25027 помешкань (50/км²).
Расовий склад населення:
| - 71,9 % — білих - 6,7 % — чорних або афроамериканців - 4,3 % — азіатів - 1,3 % — корінних американців - 0,2 % — вихідців з тихоокеанських островів - 11,7 % — осіб інших рас |

До двох чи більше рас належало 3,9 %. Частка іспаномовних становила 27,8 % від усіх жителів.
За віковим діапазоном населення розподілялося таким чином: 27,0 % — особи молодші 18 років, 62,2 % — особи у віці 18—64 років, 10,8 % — особи у віці 65 років та старші. Медіана віку мешканця становила 34,9 року. На 100 осіб жіночої статі у місті припадало 88,4 чоловіків;  на 100 жінок у віці від 18 років та старших — 82,6 чоловіків також старших 18 років.
Середній дохід на одне домашнє господарство  становив 83 719 доларів США (медіана — 70 323), а середній дохід на одну сім'ю — 89 440 доларів (медіана — 76 088). Медіана доходів становила 52 189 доларів для чоловіків та 40 145 доларів для жінок. За межею бідності перебувало 8,8 % осіб, у тому числі 10,8 % дітей у віці до 18 років та 5,2 % осіб у віці 65 років та старших.
Цивільне працевлаштоване населення становило 31 209 осіб. Основні галузі зайнятості: освіта, охорона здоров'я та соціальна допомога — 24,1 %, роздрібна торгівля — 14,3 %, науковці, спеціалісти, менеджери — 9,2 %, публічна адміністрація — 9,1 %.